# Baviera-Straubing

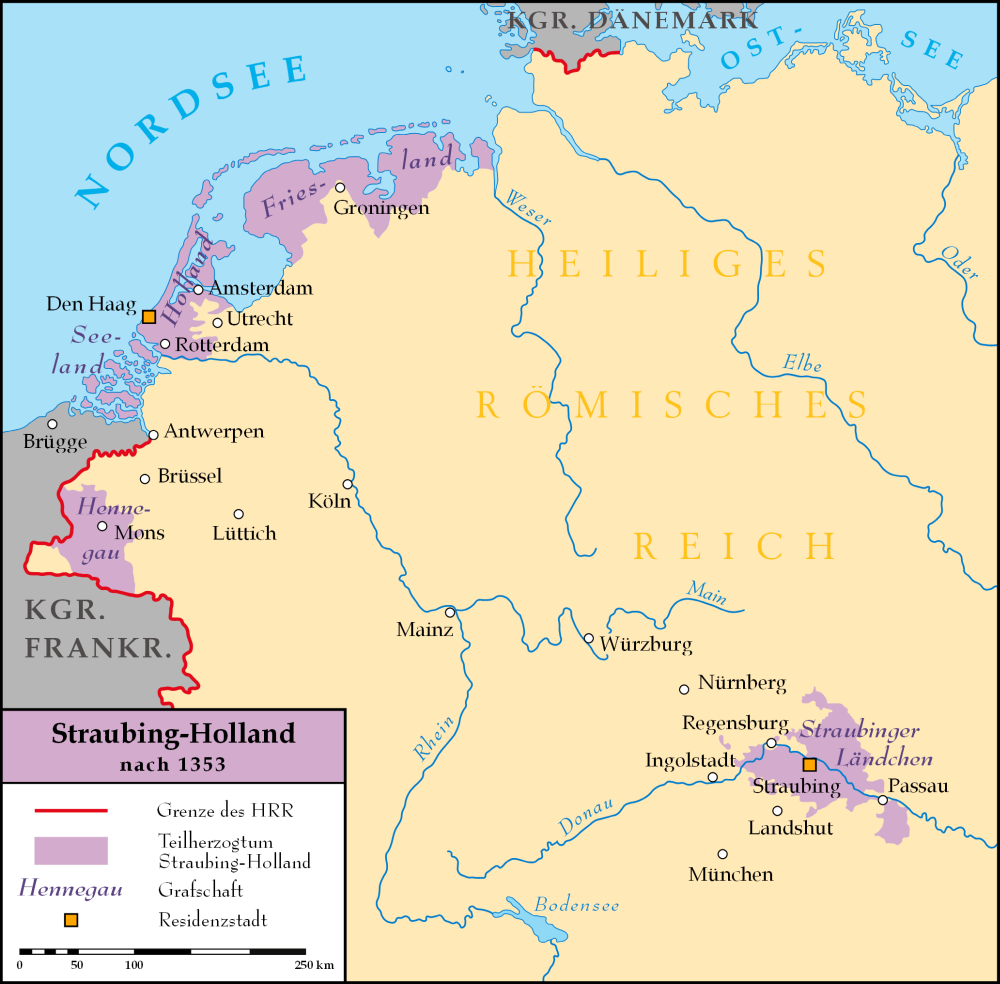
Territorios dispersos de Baviera-Straubing, 1353-1432.

Bavaria-Straubing denota la herencia territorial ampliamente dispersa de la Casa de Wittelsbach de Baviera que fueron gobernados por duques independientes de Baviera-Straubing entre 1353 y 1432; un mapa (ilustración) de estas marcas y enclaves del Sacro Imperio Romano Germánico, demuestra vivamente el fraccionamiento de las tierra donde la primogenitura no prevaleció. En 1349, después de la muerte del emperador Luis IV, sus hijos dividieron Baviera una vez más: Baja Baviera pasó a Esteban II (muerto en 1375), Guillermo (muerto en 1389) y Alberto (muerto en 1404). En 1353, Baja Baviera fue aún más fraccionada en Baviera-Landshut y Baviera-Straubing: Guillermo y Alberto recibieron una parte de la herencia de Baja Baviera, con capital en Straubing y derechos sobre Henao y Holanda. Así los duques de Baviera-Straubing también eran Condes de Henao, Condes de Holanda, y de Zelanda.
En 1425, con la muerte del Duque Juan III, la línea masculina de los duques de Straubing quedó extinta, y sus posesiones fueron divididas por los Duques de Baviera-Múnich, Baviera-Ingolstadt y Baviera-Landshut solo en 1429 bajo el arbitraje del emperador. Su sobrina Jacqueline se convirtió en Condesa de Henao por su propio derecho.

## Duques de Baviera-Straubing
- Conjuntamente sostenido por Guillermo I y Alberto I 1347-1388
- Alberto I "de Holanda" 1388-1404
- Alberto II 1389-1397 conjuntamente con Alberto I
- Guillermo II 1404-1417
- Juan III 1418-1425 disputado con
- Jacqueline, Condesa de Henao 1417-1432

Después de la lucha de sucesión entre Jacqueline y su tío Juan, Baviera-Straubing fue dividido entre Baviera-Ingolstadt, Baviera-Landshut, y Baviera-Múnich.